# Aedes robinsoni
Aedes robinsoni är en tvåvingeart som beskrevs av John Nicholas Belkin 1962. Aedes robinsoni ingår i släktet Aedes och familjen stickmyggor. Inga underarter finns listade i Catalogue of Life.